# Johanna Vergouwen
Johanna Vergouwen (ou Jeanne) est une artiste peintre née à Anvers en 1630, morte dans la même ville le 11 mars 1714.

## Biographie
Fille du peintre décorateur Louis Vergouwen et de sa femme Maaike Verwerff, elle eut une sœur, Maria qui épousa Michiel Immenreat. Elle fut l'élève de Balthasar van den Bossche (en) et de Lucas van Uden.

## Œuvres
- Portrait de jumeaux chevauchant des chevaux de bois[3], huile sur toile, 152,2 par 200,1, signée et datée 1668, passée en vente chez Christie's à Amsterdam le 6 mai 2008, adjugée 120 250 €, n° 180 du catalogue.
- Copie datée de 1673 d'un tableau de van Dyck, Samson et Dalila, Mexico, Museo Nacional de San Carlos (es).
- Portrait d'un sculpteur, vente aux enchères à Paris, le 14 juin 1954.